# Associação Comercial do Ceará
A Associação Comercial do Ceará é uma associação de comerciantes do Ceará. Foi criada em 13 de abril 1866 com sede em Fortaleza. Congregava inicialmente comerciantes ingleses e franceses. O primeiro presidente foi o alemão Henrique Kalkmann. A entidade é uma das fundadoras da Confederação das Associações Comerciais e Empresariais do Brasil.